# Silsila

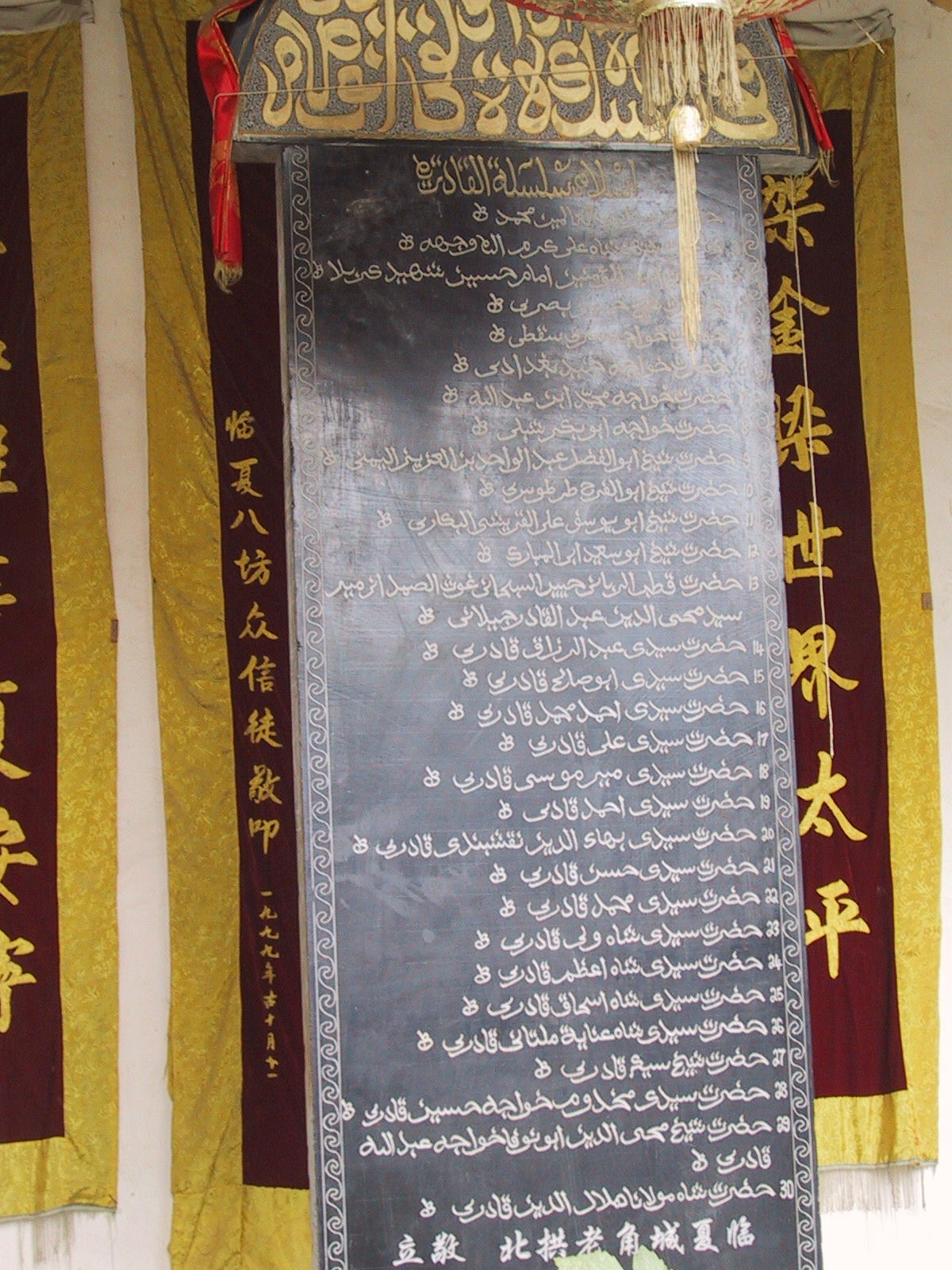
Silsila-Tafel im Heiligenschrein Yu Baba's Gongbei in Linxia, China

Silsila (arabisch سلسلة „Kette“) ist im Sufismus die spirituelle Kette eines Sheikhs, die ihn über frühere Generationen von Glaubenslehrern oder Mystikern mit dem Propheten Mohammed verbindet.
Silsila ist eine geistige („goldene“) Kette der Kraftübertragung, die in allen Sufi-Orden (Tariqa) eine zentrale Rolle spielt. Durch sie gewinnen die Ordensgründer – durch eine rückwärts gebildete Rekonstruktion – ihre Autorität und damit die Fähigkeit, Anhänger um sich zu scharen. Nur sehr wenige Ordensgründer erklärten, unter Verzicht auf eine Silsila, ihre Segenskraft Baraka direkt durch eine Vision vom Propheten erhalten zu haben. Entscheidend für das Ansehen und die Verehrung, die einem Sufi-Sheikh entgegengebracht wird, ist die Zahl und die Bedeutung der früheren Meister in seiner Kette. In der Regel steigt das Ansehen der Sheikhs nach ihrem Tod durch Legenden, die sich um bestimmte übernatürliche Fähigkeiten ranken.
In der Handschrift eines Sufi-Asketen des 10. Jahrhunderts in Bagdad werden in einer Reihe Namen von Islamgelehrten erwähnt, die ihre Einweisung vom jeweiligen Vorgänger erhalten haben. Dieses Meister-Schüler-Verhältnis kann als frühes Beispiel einer Silsila verstanden werden.
Als erster Sufi-Meister, der nicht nur eine eigene philosophisch-theologische Lehre entwickelte und an Schüler weitergab, sondern seinen Unterricht an eine Einweihung knüpfte, gilt der andalusische Gelehrte Ibn Masarra (um 883–931). Er verlangte von seinen Schülern eine bestimmte asketische Lebensweise, daraus wurde das Prinzip Tariqa, der „Weg“. Sein Einweihungsritual war streng geheim und ist deshalb nicht bekannt. Üblicherweise erfolgt die Aufnahme des Novizen (Murid) nach einer Prüfung durch Handauflegen oder entsprechend dem Vorbild Mohammeds durch Handschlag, womit die Baraka des Meisters übertragen wird. Bis heute kommt, vor allem in Marokko, auch das Anspucken durch den Meister vor.
Zur Ausbildung im häufig abgelegenen Wohnplatz (Zawiya) eines Sheikhs gehörten persönliche Dienstleistungen für den Meister; in einer zur Verteidigung und Verbreitung des Islam befestigten Siedlung (Ribāṭ), wie sie für die Marabout typisch waren, gehörten Arbeitseinsätze auf den umliegenden Feldern zu den Verhaltensregeln. Die Regeln eines größeren Derwisch-Klosters (Khānqāh, türkisch: Tekke) verlangten wie bei den Mevlevi zunächst Arbeiten in der Küche. In jedem Fall musste und muss der Schüler die Silsila seines Lehrers auswendig lernen. Zum richtigen Verständnis der Glaubenstradition ist auch die Kenntnis aller Silsila-Verzweigungen erforderlich. Nur so kann die Baraka des Ordensgründers auch nach vielfacher Aufspaltung in kleinen Unterorden wirksam sein und kann die Besonderheit genau dieser Lehre hervorgehoben werden. Die Rezitation der Silsila erfolgt nach Mekka gerichtet und auf Gott konzentriert.
In den meisten Fällen führt die Silsila der sunnitischen und schiitischen Sufi-Orden über den persischen Mystiker Dschunaid (um 825–910) und über den vierten Kalifen und Schwiegersohn Mohammeds Ali ibn Abi Talib. Eine Ausnahme bildet der zentralasiatische Naqschbandi-Orden, der seine Silsila über den ersten rechtgeleiteten Kalifen Abu Bakr herleitet.
Die Berechtigung, die Lehre an andere weiterzugeben, also als Sheikh des jeweiligen Ordens aufzutreten, erhielten nur ein oder wenige Schüler zugesprochen. Der Unterricht wurde durch eine abschließende Initiation beendet, die Kette der Kraftübertragung konnte durch den Nachfolger weitergeführt und das Überleben der Lehre des Meisters gewährleistet werden. Diese Initiation erfolgt gewöhnlich durch das Ritual des Mantel-Umhängens, einer schützenden und besitzergreifenden Geste, wie sie vom Propheten überliefert ist: Ka'b ibn Zuhair war ein Zeitgenosse Mohammeds, zu dessen Lob er ein Gedicht verfasste. Es gefiel Mohammed so gut, dass er dem Vortragenden zur Belohnung seinen kostbaren Mantel umhängte.
Eine formale Ausbildungseinrichtung für Sufi-Schüler gab es nicht, daher reisten manche Lernwillige als bereits ausgebildete Derwische zum Zentrum einer anderen Bruderschaft und dienten eine Zeit lang dem neuen Meister. Berühmte Sheikhs ließen sich in mehrere Sufi-Orden initiieren, bevor sie in späteren Jahren nach dem Bau einer eigenen Zawiya zum Gründer eines neuen Ordens wurden, der seither ihren Namen trägt. Von den vielen verehrten Heiligen, die keine Schriften hinterlassen haben, ist über die eigentliche Person nichts bekannt außer der Kette ihrer Nachfahren. Diese Nachfahren pflegen das Grab ihres Meisters.
Der Begriff Silsila wird in derselben Bedeutung, aber in einem anderen Zusammenhang im indischen Raum verwendet: In der vom Sufismus geprägten Qawwali-Musik führen die Musiker einer Gruppe ihre Spieltradition auf einen gemeinsamen geistigen Gründer zurück. Oft sind sie bis in das 13. Jahrhundert mit dem Gründer des Chishtiyya-Ordens verbunden. Allgemein bezeichnet Silsila in der indischen Musik die ununterbrochene Abfolge einer Lehrtradition, Ustādh-Shagird-Silsila, („Lehrer-Schüler-Unterrichtslinie“), die in einem engen Übertragungsverhältnis zwischen beiden (guru-shishya parampara) für die mündliche Weitergabe von Kompositionen und Spielweisen eines bestimmten Musikstils sorgt. Silsila als Lehrtradition wird hier von dem breiter verstandenen Konzept der Gharana unterschieden, das Verwandtschaftsverhältnisse und soziale Netzwerke mit einschließt.
Siehe auch: Liste islamischer Begriffe auf Arabisch